# Willy Hess (violist)

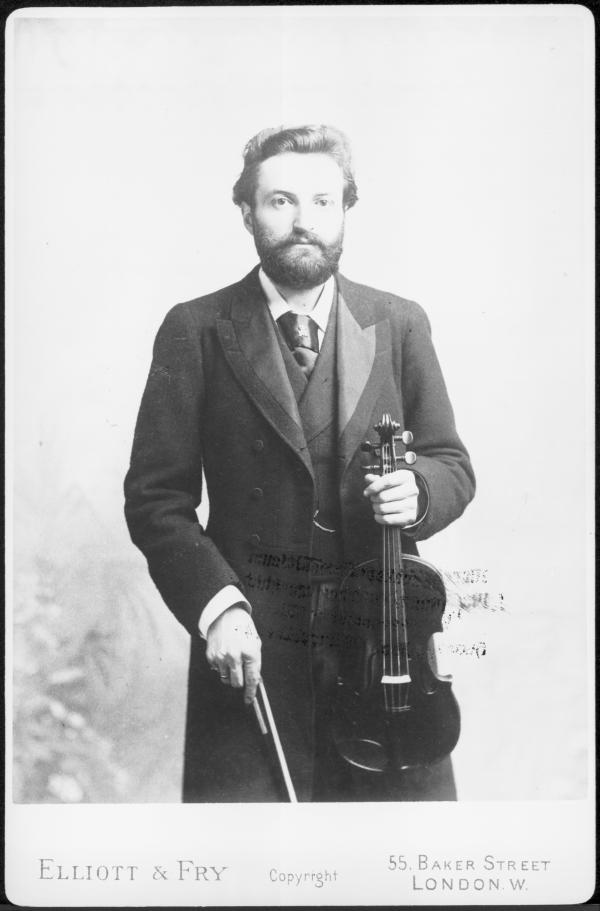
De violist Willy Hess

Willy Hess (Mannheim, 14 juli 1859 - Berlijn, 17 februari 1939) was een Duitse violist en vioolpedagoog.

## Biografie
Hess werd geboren in Mannheim in 1859. Hij was leerling van Joseph Joachim en hij studeerde ook bij zijn vader, die een leerling was geweest van Louis Spohr. Van 1904-1910 was Hess concertmeester van het Boston Symphony Orchestra en doceerde hij viool aan Harvard University. Hij was ook enige tijd concertmeester van het Hallé Orchestra en van het Rotterdams Philharmonisch Orkest en in Frankfurt. Hij verhuisde naar Berlijn in 1910 om daar hoofdvakdocent viool te worden aan de Hochschule für Musik in Berlijn, nu deel van de Universiteit van de Kunsten. De componist Max Bruch, een vriend van Hess, hielp om Hess' benoeming tot hoogleraar te regelen. In de tijd van de Weimarrepubliek was de Hochschule  de spil van de internationale muziekscene. Hess verkeerde in kringen van veel muzikale grootheden uit zijn tijd. Studenten kwamen naar Berlijn van over de hele wereld. Hess onderwees een Duitse stijl van de rechterhandtechniek die de bewegingen van de pols benadrukte, met zeer kleine vingerbewegingen. 
Hess had er geen moeite mee afwisselend viool en altviool te spelen. Hij speelde de altvioolsolo in de première van Bruchs concert voor klarinet, altviool en orkest, op. 88. Bruch droeg ook in 1910 zijn Konzertstück voor viool en orkest, Op. 84 aan Hess op. Hess adviseerde Bruch in zijn composities voor strijkers, en voerde ook de premières van andere werken van Bruch uit. Ook Arthur Footes Ballade, op. 69 werd voor Hess geschreven.
Hess speelde in een pianotrio met cellist Hugo Becker en pianist James Kwast. Een van de instrumenten waarop Hess speelde was een Guadagnini. Hess overleed in Berlijn in 1939 op 79-jarige leeftijd.

## Bekende studenten van Hess
- Arthur Fiedler
- Arthur Catterall
- Henri Temianka
- Georg Kulenkampff
- Nikos Skalkottas
- Tossy Spivakovsky
- Philip Newman
- Paul Godwin
- Harold Sumberg
- Adolf Busch
- Martin Spanjaard
- Ernest Carl Oberholtzer
- Byoung-zo Ahn
- John S. Bridge
- Jan Cornelis Manifarges

- Gemeinsame Normdatei: 118704117
- International Standard Name Identifier: 0000 0004 4513 4408
- MusicBrainz: 629fcc7a-0157-4264-b790-bbbdf3b64178